# Söderköping község
Söderköping község (svédül: Söderköpings kommun) Svédország 290 községének egyike.  Östergötland megyében található, székhelye Söderköping.
A mai község 1973-ban jött létre.

## Települések
A község települései:
| Település    | Népesség | Megjegyzés         |
| ------------ | -------- | ------------------ |
| Mogata       | 308      |                    |
| Snöveltorp   | 299      |                    |
| Söderköping  | 6951     | a község székhelye |
| Västra Husby | 518      |                    |
| Östra Ryd    | 455      |                    |

## Külső hivatkozások
- Hivatalos honlap (svéd, angol, német)